# 斯洛文尼亚嘻哈
斯洛文尼亚嘻哈是指斯洛文尼亚境内的嘻哈。

## 历史
根据一些记载，斯洛文尼亚嘻哈的起源可以追溯到1978年，但从那时起所有的说唱歌手都被遗忘或消失了。这段早期历史的遗迹保存在发行的专辑中。1980年代中期是斯洛文尼亚说唱音乐的突破。在斯洛文尼亚，嘻哈舞有时被称为“采夫”舞（对南斯拉夫人的贬义词）。1994年，阿里恩发行了第一张说唱专辑，这张专辑立即成为经典。
1997年，说唱组合丹德鲁发行了《当上帝来临时》。接下来的几年里，嘻哈音乐界出现了一个小漏洞，直到2000年才发行了几张专辑。斯洛文尼亚奥运会滑雪冠军尤尔·科希尔（Jure Košir）大力推广了嘻哈文化，他在1998年还与工作人员帕希·卡尔特尔（Pasji Kartel）发行了一张专辑《Kartelova teorija》。Klemen Klemen发行了一张最有影响力的斯洛文尼亚主流嘻哈专辑Now Stajl（在Menart唱片上）。大约在同一时间，Radyoyo:Za narodov Blagor-5'00“的名声，斯洛文尼亚嘻哈音乐的第一汇编发布，包括各种新的和未知的说唱歌手在现场。
2001年，首届斯洛文尼亚自由式说唱冠军赛举办。比赛已成为一项传统，此后每两年举行一次。第二年，说唱组合Murat&Jose发行了V besedi je moč，成为斯洛文尼亚和南欧最成功的说唱专辑之一。
斯洛文尼亚嘻哈音乐最富有成效的年份是2004-2006年，这一年的专辑数量超过了之前所有年份的总和。尽管画质在一张专辑和另一张专辑之间摇摆不定，但主要是因为非官方版本的发布——注意到演示场景产生了更好的曲目。